# Hockey (Band)
Hockey ist eine amerikanisch-kanadische New-Wave-Band von der nordamerikanischen Pazifikküste (Portland/Oregon). Die Band besteht aus Sänger Benjamin Grubin, Gitarrist Brian White, Bassist Jeremy Reynolds, Schlagzeuger Anthony Stassi und Keyboarder Ryan Dolliver. Der Sound von Hockey wird mit Bands wie The Strokes oder LCD Soundsystem verglichen.

## Geschichte
Im September 2009 erschien ihr Debüt-Album Mind Chaos, danach spielten Hockey im Rahmen ihrer Europatour unter anderem am Glastonbury-Festival in Großbritannien und am Festival „Peace & Love“ im schwedischen Borlänge.
Hockey wurde in der Kategorie „Best Push Artist“ für die MTV Europe Music Awards 2009 am 5. November in Berlin nominiert.

## Diskografie

### Alben
- 2009: Mind Chaos (Capitol Records / Virgin)
- 2013: Wyeth Is (Forever Racing)

### Singles
- 2008: 3AM Spanish (Capitol Records / Virgin)
- 2009: Too Fake (Capitol Records / Virgin)
- 2009: Learn to Lose (Capitol Records / Virgin)
- 2009: Song Away (Capitol Records / Virgin)